# Phaonia changbaishanensis
Phaonia changbaishanensis är en tvåvingeart som beskrevs av Ma och Wang 1992. Phaonia changbaishanensis ingår i släktet Phaonia och familjen husflugor.
Artens utbredningsområde är Jilin (Kina). Inga underarter finns listade i Catalogue of Life.